# 駐日フィリピン大使館公邸
駐日フィリピン大使館公邸（ちゅうにちフィリピンたいしかんこうてい、Residence of the Philippine Ambassador to Tokyo）は、東京都千代田区にある駐日フィリピン共和国大使の公邸である。フィリピンではその所在地から「the Kudan（九段）」とも呼ばれている。元来は1935年（昭和10年）に、安田善三郎の次男で画家であった安田岩次郎（やすだいわじろう）が安田家の邸宅として建てた洋館で、岩次郎の姪であるオノ・ヨーコが幼少期に3年間住んだ。1944年（昭和19年）にフィリピンへ売却され、以来、同国の大使公邸として使用されている。「フィリピンの外交活動の至宝 (crown jewel of Philippine foreign service)」と呼ばれ、2013年（平成25年）にフィリピン国外における国家的歴史建造物の第1号に指定された。

## 歴史

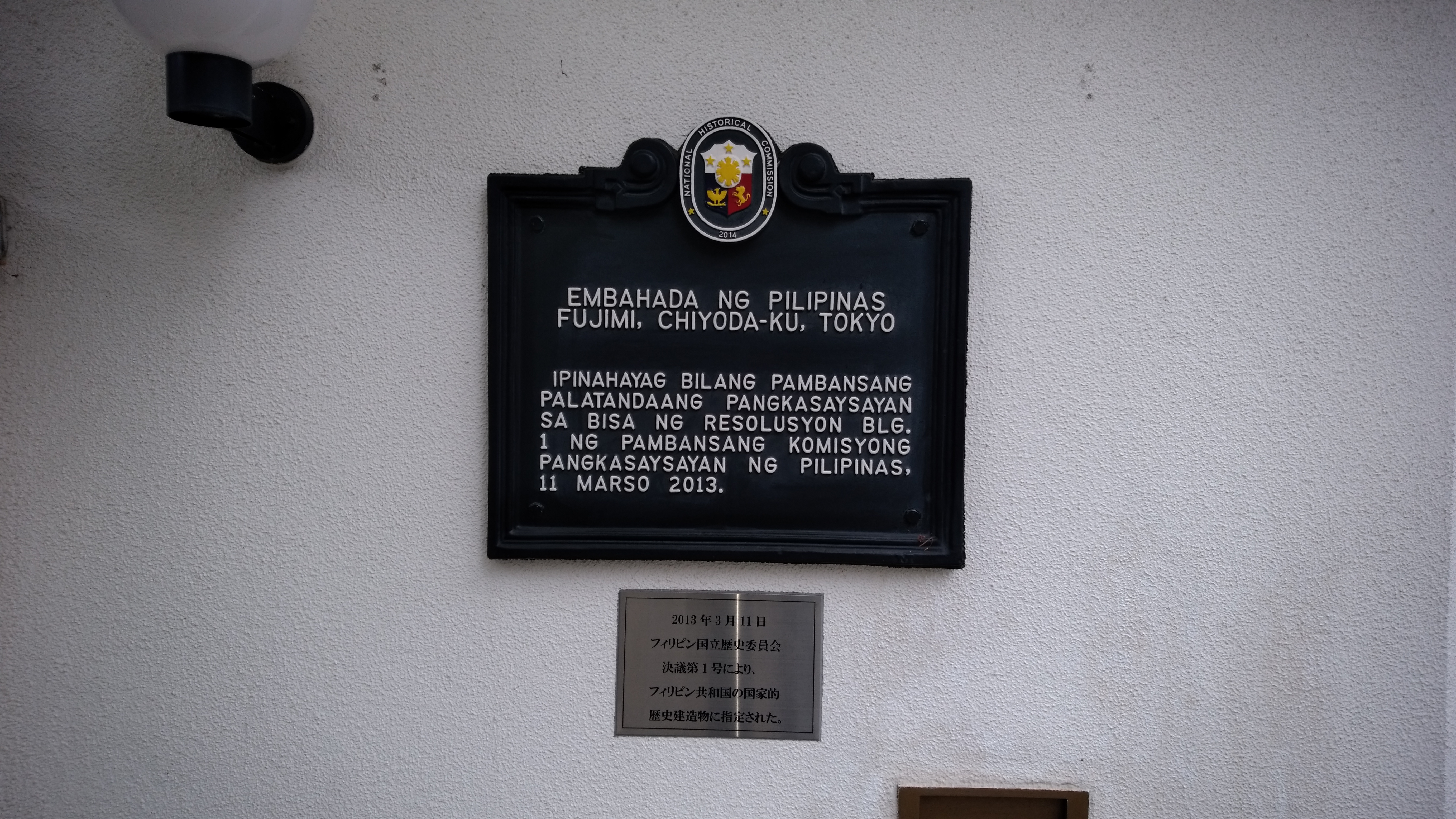
国家的歴史建造物の銘板

鎌倉に住んでいた安田岩次郎は東京に家を建てることとし、横河建築設計事務所と竹中工務店に建築を依頼した。設計は横河時介が行い、1933年（昭和8年）3月に着工、1935年（昭和10年）1月に完成した。建物はおもにスペイン風の造りで、これにルネッサンス風、ゴシック風、和風建築が組み合わさっていた。国産の資材が使われ、中には富山から運んだ瓦も用いられた。部屋のデザインは安田の息子の趣味により造られた。第二次世界大戦が始まると安田は経済的に苦しくなり、1944年（昭和19年）3月31日、フィリピンのホセ・ラウレル大統領に建物を100万円で売却した。その後、建物は東京のフィリピン大使公邸、および日本における社会文化活動のために使用された。1952年3月9日、国家歴史委員会（フィリピン国家歴史委員会（NHCP）の前身）が、建物の歴史と、1944年のラウレル大統領による購入に光を当てるため、記念の銘板を設置した。
2009年には公邸を取り壊し高層マンションを建設する計画が浮上したが、反対運動により中止された。
フィリピン国家歴史委員会は2013年第1号決議で、本建物を国家的歴史建造物にすると宣言。2014年3月に銘板が、マヌエル・ロペス (Manuel Lopez) 大使およびマリア・セレナ・ディオクノ (Maria Serena Diokno) NHCP会長、日本・フィリピンの役人の出席の下で披露された。本建物はフィリピン国外で最初に指定された国家的歴史建造物である。披露に際し、ロペス大使は本建物を「フィリピンの外交活動における至宝 (the crown jewel of Philippine foreign service)」と呼んだ。

## 構造
望楼付きの2階建てである。黒い華美なグリルゲートとカスティーリャ風のロタンダが自慢であり、屋根もカスティーリャ風建築を思わせる。玄関ロビーには、フィリピンの英雄であるホセ・リサールとラウレル大統領の胸像が置かれている。1階には、客をもてなす「青の間」、2つの食堂、音楽室がある。2階は大使とその家族の居住空間であり、5室は客室として使われることもあった。建物に隣接する庭園では、1994年（平成6年）に正仁親王妃華子がサクラを植樹した。

## 大衆文化
2015年、フィリピンの歴史家アンベス・オカンポが、大使館公邸の歴史に関する書籍『History and Heritage of the Kudan: the Official Residence of the Philippine Ambassador to Japan』を出版した。この本は日本とフィリピンの国交樹立60周年を記念して出版された。